# Anna Bergendahl
Anna Henrietta Bergendahl (* 11. Dezember 1991 in Stockholm) ist eine schwedische Sängerin. Bekanntheit erlangte sie durch die Teilnahme an der schwedischen Version der Castingshow Idol und ihren Teilnahmen am Melodifestivalen. Sie vertrat Schweden beim Eurovision Song Contest 2010 mit dem Lied This Is My Life.

## Biografie
Die Tochter eines Arztes und einer Lehrerin wurde im Stockholmer Stadtteil Hägersten geboren und wuchs mit drei älteren Geschwistern in Nyköping und Katrineholm auf. Inspiriert vom Disney-Film Der König der Löwen und alten Langspielplatten ihres Vaters, begann sich Bergendahl schon früh für die Musik zu begeistern und öffentliche Gesangsauftritte zu absolvieren. Als musikalische Vorbilder nennt sie Tracy Chapman, Norah Jones, John Mayer, Van Morrison, Damien Rice sowie die schwedischen Künstlerinnen Lisa Ekdahl und Jill Johnson.
Im Alter von zehn Jahren schrieb sie erste eigene Songs. Zwei Jahre später nahm Bergendahl an dem vom privaten Fernsehsender TV4 ausgestrahlten Programm Super Troupers (2004) teil, eine Musiksendung für Kinder. Dort trat die 12-Jährige neben später so bekannten Nachwuchskünstlern wie Amy Diamond und Jonathan Fagerlund auf. Mit dem Titel „Play That Funky Music“ hatte sie aber gegenüber der ein Jahr älteren Frida von Schewen das Nachsehen.
Einem breiten schwedischen Fernsehpublikum rief sich Bergendahl, die seit ihrem achten Lebensjahr auch Gitarre spielt, 2008 mit der Teilnahme an der fünften Staffel der TV4-Castingshow Idol in Erinnerung. Bei der schwedischen Version von Pop Idol präsentierte sie unter anderem Songs von Oh Laura (Release Me), ABBA (Mamma Mia), Tommy Körberg (Stad i Ijus), Cher (Save Up All Your Tears), Leona Lewis (Bleeding Love), Tina Turner (Simply The Best) und Eva Cassidy (Over the Rainbow). Für ihre Interpretation von Balladen gelobt, belegte die 16-Jährige beim Sieg des fünf Jahre älteren Kevin Borg einen fünften Platz. Ihre im Rahmen der Castingshow veröffentlichten Singles konnten sich in den schwedischen Charts platzieren.

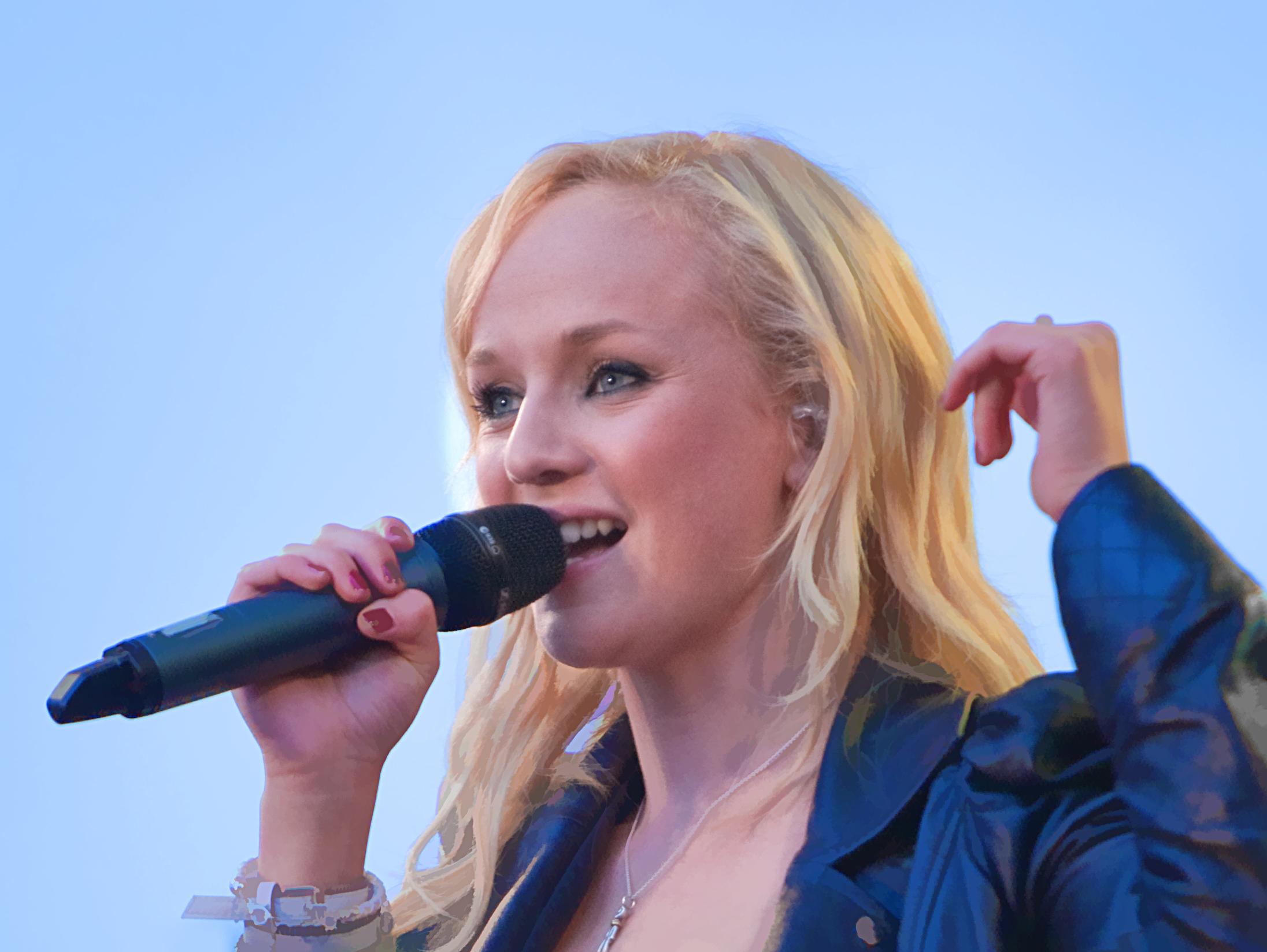
Bergendahl beim „LOVE Stockholm“-Festival (Juni 2010)

Im Mai 2009 gab Bergendahl bekannt, einen Vertrag mit der Plattenfirma Lionheart Records abgeschlossen zu haben und an ihrem Debütalbum zu arbeiten. Ein Jahr später nahm sie das erste Mal am schwedischen Vorentscheid zum Eurovision Song Contest teil, dem vom öffentlich-rechtlichen Fernsehsender SVT organisierten Melodifestivalen. Mit der von Bobby Ljunggren und Kristian Lagerström komponierten englischsprachigen Ballade This Is My Life galt die blonde Künstlerin bei den schwedischen Buchmachern als Favoritin auf den Sieg. Am 13. März gewann Anna Bergendahl dann auch im Stockholmer Globen das Melodifestivalen mit 31 Punkten Vorsprung vor Salem Al Fakir (Keep On Walking). Damit vertrat sie Schweden beim 55. Eurovision Song Contest am 27. Mai 2010 in Oslo im zweiten Halbfinale, konnte sich aber zum ersten Mal in der Geschichte des ESC für Schweden nicht für das zwei Tage später stattfindende Finale qualifizieren. Sie erreichte mit 62 Punkten den elften Platz und lag fünf Punkte hinter der zehntplatzierten Formation Jon Lilygreen & The Islanders aus Zypern, die das Finale erreichte.
This Is My Life führte vom 5. März bis zum 1. April 2010 die schwedischen Singlecharts an. Ihr Debütalbum Yours Sincerely wurde am 21. April 2010 von Lionheart Records veröffentlicht und stieg zwei Tage später auf Platz eins der schwedischen Album-Charts ein. Auf dem Spitzenplatz hielt es sich jedoch nur eine Woche.
2019 nahm Bergendahl mit dem Lied Ashes To Ashes erneut beim Melodifestivalen teil. Sie zog durch einen dritten Platz im ersten Halbfinale in die Andra Chansen-Runde ein, wo sie sich gegen Andreas Johnson durchsetzte und ins Finale einzog. Dort belegte sie den zehnten Platz.
Im Jahr darauf nahm Bergendahl mit dem Lied Kingdom Come am Melodifestivalen teil und belegte im zweiten Halbfinale den ersten Platz, woraufhin sie direkt ins Finale einzog und letztlich Dritte wurde.
2022 nahm Bergendahl mit dem Lied Higher Power erneut am Melodifestivalen teil. Sie belegte im vierten Halbfinale den dritten Platz und zog ins Semi-Finale (früher Andra Chansen) ein, wo sie sich fürs Finale qualifizieren konnte. Bergendahl konnte sich somit zum vierten Mal in Folge für das Finale qualifizieren und zählt damit zu den wenigen Interpreten, die dies bereits im Melodifestivalen geschafft haben.

## Diskografie

### Alben
- 2010: Yours Sincerely
- 2012: Something to Believe In

### EPs
- 2012: Anna Bergendahl
- 2015: Live from Sandkvie Studio
- 2018: We Were Never Meant to Be Heroes

### Singles
- 2008: Release Me (live)
- 2008: Save Up All Your Tears
- 2008: (I’ve Had) The Time of My Life (mit Kevin Borg)
- 2008: Bleeding Love
- 2008: Over the Rainbow
- 2010: This Is My Life
- 2010: The Army
- 2012: Live and Let Go
- 2013: I Hate New York
- 2015: Business
- 2015: For You
- 2018: Vice
- 2018: Broken Melody
- 2018: We Were Never Meant to Be Heroes
- 2018: Raise the Vibe
- 2018: Just Another Christmas
- 2019: Ashes to Ashes
- 2019: Home
- 2019: Speak Love
- 2020: Kingdom Come
- 2020: Thelma and Louise
- 2020: Vera
- 2021: Grain of Trust
- 2021: Bottom of this Bottle
- 2022: Higher Power
- 2022: Demons and Dreams

### Gastbeiträge
- 2014: For You (Broiler feat. Anna Bergendahl)